# Anagaiulus blancatypa
Anagaiulus blancatypa är en mångfotingart som beskrevs av Henrik Enghoff 1992. Anagaiulus blancatypa ingår i släktet Anagaiulus och familjen kejsardubbelfotingar. Inga underarter finns listade i Catalogue of Life.